# Medemblik

Medembliks läge

Medemblik, kommun i nordvästra Nederländerna i provinsen Noord-Holland. Kommunen har en area på 107,96 km² (vilket 100,65 km² utgörs av vatten) och en folkmängd på 8 037 invånare (2004).